# Cladrastis
Cladrastis ("yellowwood") es un género  de plantas fanerógamas en la familia Fabaceae,  nativas del este de Asia, y una del sureste de Norteamérica.  Comprende 28 especies descritas y de estas, solo 8 aceptadas.

## Descripción
Son árboles caducifolios de tamaño pequeño a medio generalmente de 10 a 20 m de altura, excepcionalmente hasta 27 m de altura. Las hojas son pinnado compuestas, con 5 a 17 hojitas dispuestas alternas. Las flores son fragantes, blancas o rosas, presentadas en racimos o panículas de 15 a 40 cm de longitud. El fruto es una legumbre de 3 a 8 cm de longitud, conteniendo de una a seis semillas.
Cladrastis está relacionada con el género Maackia, del que difiere en que los brotes se producen en la base de la hoja, y que las hojitas se disponen alternativamente en el raquis de la hoja, no en pares opuestos. 

## Taxonomía
El género fue descrito por Constantine Samuel Rafinesque-Schmaltz y publicado en Cincinn. Lit. Gaz. 1(8): 60. 1824.
Etimología
Cladrastis: nombre genérico que deriva de las palabras griegas: E klados, (rama), y de thraustos, (frágil), refiriéndose a la naturaleza frágil de las ramitas.

## Especies aceptadas
A continuación se brinda un listado de las especies del género Cladrastis aceptadas hasta julio de 2014, ordenadas alfabéticamente. Para cada una se indica el nombre binomial seguido del autor, abreviado según las convenciones y usos.	
- Cladrastis delavayi (Franch.) Prain
- Cladrastis kentukea (Dum.Cours.) Rudd (sin.
- Cladrastis parvifolia C.Y.Ma. Guanxi, China.
- Cladrastis platycarpa (Maxim.) Makino. Japón.
- Cladrastis scandens C.Y.Ma. Guizhou, China.
- Cladrastis sikokiana (Makino) Makino. Sur de Japón.
- Cladrastis sinensis Hemsl.
- Cladrastis wilsonii Takeda. China Central.